# Комісарчук Анатолій Амбросійович
Комісарчук Анатолій Амбросійович (нар. 30 вересня 1944, Вертокиївка — 10 березня 1996) — співак, диригент, організатор культосвітньої роботи. Заслужений працівник культури України. Працював директором Прилуцького міського Палацу культури.
Виступав у музичних передачах «Сонячні кларнети», «Таланти твої, Україно».